# فریدریش هاینریش هوگو ویندیشمن
فریدریش هاینریش هوگو ویندیشمن(به آلمانی: Friedrich Heinrich Hugo Windischmann) (زادهٔ ۱۳ دسامبر۱۸۱۱ در آشافنبورگ - مرگ ۲۳ اوت ۱۸۶۱ در مونیخ) خاورشناس و تفسیرگر آلمانی بود.
او پسر فیلسوف آلمانی کارل یوزف هیرونوموس ویندیشمن بود. او در بن فلسفه، زبان‌شناسی کلاسیک و سانسکریت را آموخت. همچنین در بن و مونیخ به آموختن خداشناسی پرداخت. همچنین در ونیز به آموزش زبان ارمنی پرداخت. در ۱۸۳۶ نخست به کسوت کشیشیی درآمد و سپس دکترای خداشناسی خویش را دریافت داشت. چندی پس از آن وی قائومقام کلیسای جامع و دبیر سراسقف مونیخ شد. در ۱۸۳۸ او استاد قنون مسیحیت و تفسیر عهد جدید در فرایزینگ گردید ولی یک سال پس از آن کناره‌گیری کرد.
در ۱۸۴۲ او عضو فرهنگستان علمی پادشاهی باواریا شد. همکاریش با اسقف اعظم کارل آوگوست فون رایزاخ سبب پیشرفت او در کلیسا پس از به کاردینالی رسیدن رایزاخ شد. پدافند ویندیشمن از جایگاه پاپ و باورهای کلیسا سبب درگیری او با نویسندگان گردید.
او به ارمنی و پارسی باستان و چند گویش سانسکریت چیرگی داشت.

## اثرها
- ‏Sancara sive de theologumenis Vedanticorum (Bonn, 1839)‎
- دربارهٔ آریاییان در رسالهٔ دانشگاه مونیخ (۱۸۴۶)[۱]
- خاستگاه نژاد آریایی (۱۸۵۳)
- آناهیتای ایرانی (۱۸۵۶)[۲]
- دربارهٔ مهر برای اخبار خاورشناسی[۳]
- اثری که پس از مرگش منتشر شد، آموزه‌های زرتشتی[۴]
- ‎Vindiciae petrinae‏ (در دفاع از نامهٔ پطروس و آمدن او به رم)
- تفسیر کوتاه دربارهٔ غلاتیون [۵] (شرحی برجسته دربارهٔ نامهٔ پطروس به غلاتیون)